# Distrito de Weißeritz
El distrito de Weißeritz (en alemán: Weisseritzkreis) fue, entre 1994 y 2008, un Landkreis (distrito) del land (estado federado) de Sajonia, en (Alemania). Limitaba con los distritos de Freiberg, Meißen y Suiza Sajona así como con la ciudad independiente (kreisfreie Stadt) de Dresde y al sur, con la República Checa. La capital del distrito la ostentaba la ciudad de Dippoldiswalde.

## Geografía
El nombre del distrito proviene del río Weißeritz, cuyas dos ramas (Weißeritz Silvestre y Weißeritz Rojo) se unen cerca de Freital. El territorio se sitúa en los Montes Metálicos y su mayor elevación es el monte Kahleberg, de 905 metros de altura.

## Historia
El distrito de Weißeritz se creó en 1994, por agregación de los distritos preexistentes de Dippoldiswalde y Freital, y desapareció el 1 de agosto de 2008, al fusionarse con el distrito de la Suiza Sajona para formar el nuevo distrito de Suiza Sajona-Montes Metálicos Orientales, en el marco de una nueva reestructuración de los distritos de Sajonia, aprobada por ley del land de 29 de enero de 2008.

## Composición del distrito
(Habitantes a 30 de septiembre de 2005)
| Ciudades 1. Altenberg (6.078) 2. Dippoldiswalde (10.777) 3. Freital (39.215) 4. Geising (3.284) 5. Glashütte (4.540) 6. Rabenau (4.709) 7. Tharandt (5.664) 8. Wilsdruff (13.752) | Municipios 1. Bannewitz (10.712) 2. Dorfhain (1.236) 3. Hartmannsdorf-Reichenau (1.252) 4. Hermsdorf/Erzgeb. (1.025) 5. Höckendorf (3.139) 6. Kreischa (4.492) 7. Pretzschendorf (4.474) 8. Reinhardtsgrimma (3.063) 9. Schmiedeberg (4.917) |